# われらのちから
「東北開発の歌 われらのちから」（とうほくかいはつのうた われらのちから）は、1966年（昭和41年）に発表された日本の楽曲である。作詞・斎光雄、補作・サトウハチロー、作曲・吉田正。

## 解説
1966年（昭和41年）に宮城県を中心とするブロック紙の河北新報が紙齢2万5000号を達成したことを記念し、同紙を発行する仙台市の河北新報社が「東北開発の歌」と「東北音頭」の2部門で歌詞の懸賞公募を実施した。同社では戦前から「仙台市民歌」や新旧2代の県民歌（初代「宮城県民歌」および2代目で現行の「輝く郷土」）の選定に関わってきたが、東北地方全域を対象とする楽曲の懸賞公募は1936年（昭和11年）に創刊40周年記念事業として作成した「東北振興歌」以来30年ぶりであった。
「われらのちから」は2部門のうち「東北開発の歌」部門の入選作品を審査委員のサトウハチローが補作したもので、4月15日に宮城県民会館で発表演奏が行われ、立川澄人が歌唱している。ビクターレコード（のちJVCケンウッド・ビクターエンタテインメント）が両A面の扱いで立川が歌唱する「われらのちから」とフランク永井が歌唱する「東北音頭」のシングル盤を発売しており、2曲のうち「東北音頭」は橋幸夫ら複数の歌手にカバーされたのに対して「われらのちから」は演奏の機会がなく半ば忘れ去られた状態となっていた。その後、2007年（平成19年）にエイエイピー東北支店が企画・製作した『懐かしのせんだいCM大百科』で付属ディスク2枚目のトラック39に収録され、41年ぶりに日の目を見ている。
2014年（平成26年）にはミュージックグリッドがMEG-CDで発売当時のシングル盤をジャケットやブックレット込みで再現したCD（規格品番：VODL-34338）を再発盤としてリリースしており、2020年（令和2年）以降はオリジナルの発売元であったビクターが同社の事業を引き継いだ「レーベルオンデマンド」の1枚として販売している。